# Micro (SI-prefix)
Micro (symbool: µ, de kleine letter Mu (Grieks) in het Griekse alfabet) is het SI-voorvoegsel dat gebruikt wordt om een factor 10−6, oftewel 1/1000000, aan te duiden.
Het wordt gebruikt sinds 1960; de naam is afgeleid van het Griekse μικρός (mikros) voor klein.
Als deze letter niet beschikbaar is wordt de u gebruikt, bijvoorbeeld "um" voor μm, of "uF" voor μF. In de medische wereld wordt "mcg" gebruikt voor μg.